# Ernst Hardt
Friedrich Wilhelm Ernst Hardt (9. května 1876 Graudenz – 3. ledna 1947 Ichenhausen, Německo) byl německý spisovatel, dramatik, překladatel, divadelní a rozhlasový režisér.

## Život
Friedrich Wilhelm Ernst Hardt byl synem kapitána Ernsta Hardta (1845–1883) a jeho manželky Anny Lucie rozené Zaettré (1847–1912) v západopruském Graudenzu.
Hardt na otcovo přání navštěvoval kadetní školu v Postupimi a poté v Berlíně-Lichterfelde, ze které však předčasně odešel. V Berlíně poznal Botha Graefa archeologa a kunsthistorika, který se stal jeho přítelem a mentorem. Both ho uvedl do uměleckých, literárních a vědeckých kruhů v Berlíně a také ho bral s sebou na cesty. V 17 letech podnikl téměř čtyřletou studijní cestu, která ho zavedla do Španělska, Portugalska, Řecka, Maroka a Itálie. Do této doby lze datovat jeho první pokusy o psaní a žurnalistiku. Jeho literární příspěvky se objevily v Simplicissimus, kde vyhrál soutěž novel, a v Blatter für die Kunst Stefana George. V roce 1898 převzal místo redaktora fejetonů v Dresdner Zeitung.
R. 1899 se v Aténách oženil s Polyxenou von Hößlin (1872–1960), dcerou Konstantina von Hößlina (1844–1920), řeckého právníka, bankéře, předsedy řecké Poslanecké sněmovny a ministra. S ní měl dceru Donatu Helmrichovou (27. srpna 1900 Výmar – 10. dubna 1986 Keitum) a syna Prospera (20. května 1905–1. září 1976). Jeho vnučka Cornelia Schmalz-Jacobsen (1934) byla členkou FDP Bundestagu. Až do roku 1907 žil Hardt střídavě v Berlíně a Aténách jako spisovatel na volné noze.

### Výmar
V roce 1907 se přestěhoval do domu na Am Horn 17 b ve Výmaru, nejprve si jej pronajal a později vlastnil, a brzy se stal ústředním bodem umělecké komunity na dvoře velkovévody Wilhelma Ernsta. Na začátku první světové války byl ze zdravotních důvodů propuštěn z vojenské služby, ale byl zapojen do „Výmarské sbírky“, „válečného nouzového fondu“ německé Schillerovy nadace. Současně se stal členem představenstva „Sdružení německých učenců a umělců“ v Berlíně a tlumočníkem „Úřadu poštovního provozu“ pro válečnou poštu v Erfurtu, později v Berlíně.
V roce 1918, po válce, vyzval k založení „Demokratické strany ve Velkém Durynsku“, byl zvolen místopředsedou „Německé Schillerovy nadace“ a jmenován úřadujícím ředitelem Dvorního divadla. V roce 1919 dostal místo generálního ředitele. O několik týdnů později bylo Dvorní divadlo přejmenováno na Německé národní divadlo. Z jeho iniciativy bylo do Výmaru svoláno „Německé národní shromáždění“.
Ernst Hardt přivezl z Düsseldorfu do Výmaru mladého grafika Fritze Lewyho. Společně vyvíjeli a navrhovali jevištní kulisy. Aluzivní styl 50. let se vyvinul ze scén, které se omezovaly na to nejnutnější. Jejich společná práce později přinesla ovoce ve WDR (Westdeutscher Rundfunk).
Ve Výmaru Hardt obhajoval zřízení umělecké školy „Státní Bauhaus“ založené Walterem Gropiem. V roce 1923 se rozešel se svou manželkou Polyxenou (úředně byli rozvedeni v roce 1930).
Po osobních sporech s kritiky, pravicovým tiskem a Všeněmeckým svazem, neprodloužil smlouvu a v roce 1924 rezignoval na funkci šéfa Národního divadla.

### Divadelní a rozhlasový režisér v Kolíně nad Rýnem
R. 1925 byl Hardt jmenován ředitelem divadla v Kolíně nad Rýnem, kde vystřídal Gustava Hartunga. Po několika neúspěšných produkcích se na konci sezóny 1925–1926 své funkce vzdal. Na doporučení Konrada Adenauera, tehdejšího starosty Kolína nad Rýnem, byl pověřen vedením nové rozhlasové stanice „Westdeutschen Rundfunk A. G.“ (WERAG). V roce 1930 se oženil s herečkou Lou Daenner. Spolupracoval s Bertoltem Brechtem na některých experimentálních rozhlasových vysíláních.

Začátkem roku 1932 se stal terčem pravicového tisku. Rozhlasový časopis Der Deutsche Sender cituje „Kolínský nacionálně socialistický deník“ West German Observer:
„Pod vedením pana Ernsta Hardta se západoněmecké vysílání vyvinulo v semeniště probolševické dezorganizační práce. Jen si to představte: z devíti oddělení rozhlasu je sedm nejdůležitějších obsazeno Židy!“

### Třetí říše
R. 1933 se chopili moci národní socialisté a Hardt byl jako šéf Západoněmeckého rozhlasu „na dovolené“, dostal zákaz vstupu do areálu a po několika týdnech byl propuštěn. O několik měsíců později byl na krátkou dobu uvězněn a poté se uchýlil do nemocnice Sankt Anna v Kolíně-Lindenthalu. Později požádal o přijetí do Reichsschrifttumskammer (Říšské literární komory), což mu bylo uděleno v roce 1934. Téhož roku proběhl „rozhlasový proces“, kterého se pro svůj zdravotní stav nemohl zúčastnit. R. 1935 byl zproštěn viny ve dvou bodech obžaloby a řízení bylo zastaveno ve třetím bodu. Na popud Hermanna Göringa obdržel v roce 1938 od Reichs-Rundfunk-Gesellschaft odstupné ve výši 9 000 říšských marek.
Až do konce války publikoval články a překlady v Neue Rundschau a Europäische Revue. R. 1940 se Hardt rozvedl se svou druhou manželkou Lou, r. 1943 se přestěhoval do Ichenhausenu a potřetí se oženil r. 1944 s Tillou Schmalhorstovou.

### Po válce
Po roce 1945 se Hardt spojil s bývalým říšským komisařem pro vysílání Hansem Bredowem a britským kontrolním důstojníkem v NWDR Alexandrem Maassem, který pracoval pro Hardta v Kolíně nad Rýnem před rokem 1933. Plánované převzetí ředitelství vysílání v Mnichově; Kolíně nad Rýnem nebo v Hamburku selhalo, protože Hardt onemocněl rakovinou plic.
Ernst Hardt zemřel 3. ledna 1947 ve věku 70 let v Ichenhausenu. Jeho popel byl rozptýlen na Wilhelmshöhe, na jeho památku tam město Ichenhausen postavilo pamětní kámen a připevnilo pamětní desku na jeho dům na Günzburger Straße 31.
Hospodářské sdružení Ichenhausen se od roku 2005 snažilo oživit památku Ernsta Hardta. Joseph Reichensperger sestavil pravděpodobně největší soukromý archiv Ernsta Hardta mimo Archiv německé literatury v Marbachu. U příležitosti jeho 130. narozenin nechalo sdružení restaurovat pamětní kámen na Wilhelmshöhe na spojnici Ichenhausen-Ettenbeuren a opatřilo jej bronzovou deskou, na které byla vyryta Hardtova báseň „Am letzten Tor“:
Sieh da! An diesem Tor steht nun der Ehrenposten
Mit Hippe, Lampe und dem Stundensand.
Noch einmal lass mich Süß und Bitter kosten,
Dann, Wächter, leuchte vor ins unbekannte Land.
Vzpomínková výstava o Ernstu Hardtovi byla umístěna ve foyer školního muzea v Ichenhausenu.
Joseph Reichensperger byl u příležitosti jeho 140. narozenin (9. května 2016) pozván „Muzeem přátel Výmarského městského muzea“ k přednášce na téma „Ernst Hardt ve Výmaru“. Během přednášky se ukázalo, že sádrová busta vytvořená Richardem Engelmannem (1868–1966) v letech 1914–1915 byla restaurována a byla v archivu na Univerzitě Bauhaus ve Výmaru. Od roku 2017 byla busta k vidění ve stálé expozici Výmarského městského muzea „Demokracie z Výmaru“.
Celé Hardtovo rané dílo bylo zastíněno Stefanem Georgem a jeho okruhem. Hardt se nemohl během svého života skutečně osvobodit od tohoto vlivu, i když se později dozvěděl o vlivu Huga von Hofmannsthala. Jeho dílo bylo blízké francouzskému symbolismu.

### Ocenění a vyznamenání
- 1908 Státní Schillerova cena (společně s Karlem Schönherrem) za drama Tantris der Narr
- 1908 Lidová Schillerova cena za Tantris der Narr

U příležitosti 70. výročí jeho úmrtí si WDR (Westdeutscher Rundfunk) připomněla Ernsta Hardta slavnostním ceremoniálem.

## Dílo

### Divadelní hry
Tote Zeit, 1898
Der Kampf ums Rosenrote, 1903
Aus den Tagen des Knaben, 1904
Ninon von Lenclos, 1905 Digitalisat
Tantris der Narr, 1907, Uraufführung Köln 1908
Gudrun, 1911
Schirin und Gertraude, 1913 (von Paul Graener vertont)
König Salomo, 1913
Büchners Fragmente Woyzeck und eine textkritische Edition im Besitz des Insel-Verlages hat Ernst Hardt zu einer bühnentauglichen Fassung gebracht.

### Povídky, novely
Priester des Todes, Novellen, 1898
Bunt ist das Leben, Novellen, 1902
Aus den Tagen des Knaben, 1904
An den Toren des Lebens, Novelle, 1904
Gesammelte Erzählungen, 1909
Gedenkreden zum Tode von Otto Brahm, 1912 und Joseph Kainz 1910
Die Quelle (ein szenischer Dialog zum 6. Februar 1919, 1. Sitzung der „Weimarer Nationalversammlung“)
Der Ritt nach Kap Spartell und andere Erzählungen, 1946
Don Hjalmar, 1946

### Překlady
Honoré de Balzac: Das Mädchen mit den Goldaugen, 1904 (1961: Insel-Bücherei 654)
Honoré de Balzac: Die Geschichte der Dreizehn, 1909
Paul Claudel: Vom Wesen der holländischen Malerei, 1937
Gustave Flaubert: Ein schlichtes Herz, 1904
Gustave Flaubert: Herodias, 1904 (1913: Insel-Bücherei 76/1)
Gustave Flaubert: Die Sage von Sankt Julianus dem Gastfreien, 1904 (1912: Insel-Bücherei 12)
François de La Rochefoucauld: Die Maximen des Herzogs von La Rochefoucauld, 1937
Guy de Maupassant: Bel-Ami, 1948
Jean-Jacques Rousseau: Bekenntnisse, 1907
Leo van Puyvelde: Skizzen des Peter Paul Rubens, 1939
Hippolyte Taine: Philosophie der Kunst, 1903
Hippolyte Taine: Reise in Italien, 1904
Hippolyte Taine: Aufzeichnungen über England, 1906
Luc de Clapiers de Vauvenargues, Betrachtungen und Maximen, 1906
Voltaire: Zadig oder das Geschick, 1912 (1925: Insel-Bücherei 171/2A)
Voltaire: Candid oder Der Optimismus, 1913
Émile Zola: Doktor Pascal, 1925

### V češtině
- Fatema – ze sbírky Gesammelte Erzählungen; přeložil Theodor Kuška; in: 1000 nejkrásnějších novel... č. 40. Praha: J. R. Vilímek, 1913
- Blázen Tantris: drama o pěti dějstvích – př. Karel Mašek. Praha: Jan Otto, 1914
- Blázen Tantris: drama o pěti aktech – př. Václav Renč. Praha: Alois Neubert, 1944
- Tristan a Isolda – př. Václav Renč; [divadelní program k premiéře dne 24. února 1996]. Hradec Králové: Klicperovo divadlo, 1996